# Suzhou (Anhui)
Suzhou (cinese: 宿州市; pinyin: Sùzhōu) è una città con status di prefettura della provincia di Anhui, in Cina.

## Geografia antropica

### Suddivisioni amministrative
La prefettura di Suzhou è a sua volta divisa in 1 distretto e 4 contee.
- Distretto di Yongqiao (埇桥区)
- Contea di Dangshan (砀山县)
- Contea di Xiao (萧县)
- Contea di Lingbi (灵璧县)
- Contea di Si (泗县)